# Salvador Valdés Mesa
Salvador Antonio Valdés Mesa (Cuba, 13 de junho de 1945) é um político e ex-dirigente sindical cubano. É o primeiro vice-presidente dos Conselhos de Estado e de Ministros de Cuba desde 19 de abril de 2018. Ele foi um dos cinco vice-presidentes do Conselho de Estado de fevereiro 2013 a abril de 2018 e integra o Politburo do Partido Comunista de Cuba (PCC).[carece de fontes?]
Ele foi eleito para suceder Miguel Díaz-Canel como Primeiro Vice-Presidente de Cuba em 18 de abril de 2018.

## Biografia
Salvador Valdés fazia parte da Asociación de Jóvenes Rebeldes (AJR) desde 1961, após o triunfo da Revolução Cubana. Ele começou seu trabalho como trabalhador agrícola até se formar como engenheiro agrônomo. Foi líder da Central de Trabalhadores de Cuba (CTC) e do Partido Comunista de Cuba (PCC).
Ele serviu como ministro do Trabalho e da Segurança Social 1995-1999, quando foi eleito primeiro-secretário do PCC na província de Camagüey. Ele é um deputado da Assembleia Nacional do Poder Popular desde 1993, membro do Comitê Central do Partido Comunista de Cuba e é membro do Conselho de Estado, onde ele foi um dos cinco vice-presidentes entre 2013 e 2018.
Como vice-presidente do Conselho de Ministros, Salvador Valdes tem viajado em missão oficial para a América Latina, África e Ásia, onde foi recebido pelo presidente chinês, Xi Jinping e o líder norte-coreano Kim Jong-un.
Em 18 abril de 2018 foi eleito pela Assembleia Nacional como primeiro vice-presidente do Conselho de Estado e no dia seguinte, o recém-eleito Presidente Miguel Díaz-Canel chamou sua nomeação como primeiro vice-presidente do Conselho de Ministros de Cuba. Embora a Constituição cubana estabeleça que o vice-presidente do Conselho de Estado é o mesmo que o Conselho de Ministros, mas esta é uma prática comum em Cuba. Com essas designações, Salvador Valdés é o primeiro afro-cubano a se tornar o "número dois" do país caribenho.